# Sandro Cecca
Alessandro Cecca (* Juli 1948 in Rom) ist ein italienischer Filmregisseur und Drehbuchautor.

## Leben
Nach seinem Abschluss in Soziologie war Cecca Volontär beim Film und begann mit der Inszenierung von Kurzfilmen (u. a. Eremo und Schaivo d'autore). Mit Egidio Eronico inszenierte er ab 1982 auch vier unabhängig produzierte Filme, bis er 1992 mit dem psychologischen Giallo Complicazioni nella notte sein Solo-Debüt vorlegte. 2000 folgte Maestrale, 2007 der Actionfilm 2 tigri.

## Filmografie
- 1992: Complicazioni nella notte
- 2000: Maestrale
- 2005: Antonio guerriero di Dio (Co-Regie)[2]
- 2007: 2 tigri